# بول فيرهايخ
بول يوهانز جيراردوس فيرهايخ (بالهولندية: Paul Johannes Gerardus Verhaegh) (ولد في 1 سبتمبر 1983 في كرونينبيرغ) لاعب كرة قدم دولي هولندي يلعب حاليا لصالح نادي أوغسبورغ في مركز الظهير الأيمن منذ 2010.

## روابط خارجية
- بول فيرهايخ على موقع الاتحاد الدولي (مؤرشف)  (الإنجليزية)
- بول فيرهايخ على موقع قاعدة بيانات كرة القدم.إي يو (الإنجليزية)
- بول فيرهايخ على موقع بيانات كرة القدم. دي إي (الألمانية)
- بول فيرهايخ على موقع ناشيونال فوتبول تيمز (الإنجليزية)
- بول فيرهايخ على موقع Soccerbase.com (لاعب) (الإنجليزية)
- بول فيرهايخ على موقع Soccerway.com (الإنجليزية)
- بول فيرهايخ على موقع عالم كرة القدم.نت (الإنجليزية)
- بول فيرهايخ على موقع AS.com (الإسبانية)